# داستاكرت
داستاكرت (بالإنجليزية: Dastakert)‏ هي municipality of Armenia تقع في أرمينيا في محافظة سيونيك. يقدر عدد سكانها بـ 300 نسمة ومساحتها 0.5 كم2 وترتفع عن سطح البحر 2,050 متر.